# Eburia paraegrota
Eburia paraegrota là một loài bọ cánh cứng trong họ Cerambycidae.